# Crenicichla tesay
Crenicichla tesay är en fiskart som beskrevs av Casciotta och Almirón 2009. Crenicichla tesay ingår i släktet Crenicichla och familjen Cichlidae. Inga underarter finns listade i Catalogue of Life.